# Список географічних об'єктів Великого Бегічева острова
|  | Службовий список статей, створений для координації робіт з розвитку теми. Це попередження не встановлюється на інформаційні списки і глосарії. |

Нижче подано повний список усіх географічних об'єктів, що розташовані на острові Великому Бегічевому.
Примітки:
- гірські вершини подано за висотою та згруповані за масивами
- озера, затоки та півострови подано за алфавітом
- річки подано підряд за годинниковою стрілкою, починаючи з півночі острова; притоки подано підряд від витоку до гирла основної річки
- миси подано підряд, починаючи з півночі острова

## Гірські вершини
- Височина Киряка — 198 м
  - Гостра гора — 176 м
  - Кочеткова гора — 157 м
  - Більшовик (гора) — 140 м
- Меридіанна гряда — 81 м
- Крута гряда — 65 м

## Озера
- Глибоке озеро
- Кира-Кунжалах
- Криве озеро
- Мілке озеро

## Річки

### Північна протока
- Геологічна річка
- Тастах
- Дирінг-Юрях
- Тустах
- Спокійний струмок
- Північний Берелех
- Бистра річка (Усун-Юрях)
- Михайловка (річка)

### Море Лаптєвих
- Озерний струмок
- Тумасахтах
  - Маячний струмок
- Мулиста річка
  - Николаєва річка
- Ведмежа річка
- Роздільна річка
- Іннокентієвка (річка)

### Східна протока
- Улахан-Юрях
- Кам'янушка
- Булгунняхтах
  - Червона річка (Канада)
  - Кирса-Юрях
- Мала річка
- Піщанка (річка)

## Миси
- Небезпечний мис
- Преображення мис
- Східний мис
- Ведмежий мис
- Оленячий мис

## Затоки
- Гаркіна затока
- Геологів бухта

## Півострови
- Оленячий півострів

| Росія | Це незавершена стаття з географії Росії. Ви можете допомогти проєкту, виправивши або дописавши її. |